# Barbara Romanowicz
Pour les articles homonymes, voir Romanowicz.
Barbara Romanowicz, née le 5 avril 1950 à Suresnes, est une sismologue et géophysicienne française, professeure au Collège de France et à l’université de Californie à Berkeley. Considérée comme une des sismologues les plus influentes de son temps, elle est élue membre de l'Académie des Sciences le 10 décembre 2013. Outre la médaille d'argent du CNRS reçue en 1992, elle est lauréate des médailles William Bowie et Wollaston, qui figurent parmi les plus prestigieuses récompenses en géophysique et géologie.

## Biographie

### Jeunesse et études
Barbara Romanowicz est la fille de l'écrivaine polonaise Zofia Romanowicz (née Górska) et de l'éditeur et libraire polonais Kazimierz Romanowicz, tous les deux installés en France après la 2e Guerre mondiale. Après des classes préparatoires au lycée Saint-Louis à Paris, elle intègre l'École normale supérieure de jeunes filles (maintenant intégrée dans l'École normale supérieure) en 1970. Elle y fait des études de mathématiques et d'astronomie, puis prépare une thèse de doctorat d'État en géophysique à l'université Paris 7 qu'elle soutient en 1979.

### Carrière
Barbara Romanowicz est assistante de recherche postdoctorale au Massachusetts Institute of Technology de 1979 à 1981. Elle est recrutée en 1982 comme chercheuse au CNRS, où elle dirige le développement d'un réseau global de stations sismiques large bande, GEOSCOPE, qui constitue encore à l'heure actuelle la contribution française à la base de données internationales utilisée pour l'imagerie de l'intérieur de la Terre. En 1991 elle devient professeure à l'université de Californie à Berkeley et directrice du laboratoire sismologique. Elle y développe pendant 20 ans un réseau de surveillance sismique en temps réel pour la Californie du Nord.
Elle est élue professeure au Collège de France en 2011 sur la chaire Physique de l'intérieur de la Terre. Elle anime une équipe de recherche entre l'Institut de physique du globe à Paris et Berkeley. En 2016, elle devient professeure émérite à Berkeley, et en 2020 au Collège de France.
Elle est la fondatrice du Cooperative Institute for Dynamic Earth Research (CIDER), qui a été créé dans le but de faire participer les géoscientifiques à des recherches multidisciplinaires. Elle a été l'éditrice européenne de Geophysical Research Letters et éditrice de Physics of the Earth and Planetary Interiors.

### Contributions scientifiques
Ses travaux portent principalement sur la structure profonde de la Terre et la sismologie.
Depuis ses premiers travaux sur la tomographie sismique, qui ont abouti aux premiers modèles régionaux du manteau sous l'Amérique du Nord, ses recherches sont à la pointe de la sismologie. Elle a apporté des contributions fondamentales à pratiquement tous les domaines de la sismologie mondiale, depuis les études par ondes de corps de la structure anisotrope et anélastique du noyau interne jusqu'aux études en mode normal de la distribution de la densité terrestre et aux études par ondes de surface du manteau supérieur.

### Vie personnelle
Elle épouse Mark Jonikas (d) en 1979, et a deux enfants, dont le biologiste Martin Jonikas (d).

## Récompenses
- 1989 : Prix Doisteau-Blutel de l'Académie des sciences
- 1992 : Médaille d'argent du CNRS[6]
- 1999 : Médaille Alfred Wegener de l'Union européenne des géosciences[7]
- 2003 : Médaille Beno Gutenberg de l'Union européenne des géosciences[8]
- 2005 : Membre de l'Académie nationale des sciences
- 2008 : Chevalier de la Légion d'honneur
- 2009 : Médaille Inge Lehmann (en) de l'Union américaine de géophysique
- 2011 : Harry Reid Medal de la Seismological Society of America[4]
- 2013 : Membre de l'Académie des sciences (section Sciences de l'univers)
- 2019 : Médaille William Bowie pour « ses contributions exceptionnelles pour la géophysique fondamentale et pour sa coopération désintéressée dans la recherche »[9]
- 2020 : Médaille Wollaston de la Société géologique de Londres[10]